# Symphyotrichum ericoides
Symphyotrichum ericoides (sin. Aster ericoides) é uma espécie de planta pertencente à família Asteraceae, nativa de grande parte da América do Norte, bem como do norte do México. Ela também foi introduzida em muitas áreas além da sua faixa nativa.

## Distribuição
Ela cresce do Canadá, em grande parte dos Estados Unidos e nos estados mexicanos de Coahuila e Nuevo León. Ela também prefere locais abertos com solo arenoso, cascalho ou perturbado.